# Universidad de Toulouse
La Universidad de Toulouse (en francés: Université de Toulouse), es una asociación de instituciones de educación superior de la ciudad de Toulouse (Francia). A lo largo de su historia, ha sido una universidad multidisciplinaria integrada, posteriormente un conjunto de universidades especializadas independientes y, recientemente, las unidades independientes se han vuelto a unir en una asociación de instituciones dedicadas a la enseñanza y la investigación. Comprende diversas instituciones, entre ellas las tres en las que se dividió en 1968 la antigua Universidad de Toulouse, la segunda universidad más antigua del país por detrás de la Universidad de París, que volvieron a unirse en 2007 para dar lugar al actual complejo. 

## Historia
La antigua Universidad de Toulouse fue fundada por Raimundo VII de Tolosa, de acuerdo con el contrato de París del 12 de abril de 1229. La fundación fue autorizada por Luis IX como consecuencia de la derrota de los tolosanos en la cruzada albigense. Originalmente contaba con cuatro facultades: teología, derecho canónico, derecho civil y arte. En 1257 se fundó la facultad de medicina.
Como consecuencia de la Revolución Francesa, la universidad se cerró en 1793. Al final del Segundo Imperio, marcada por una mala situación de las universidades francesas salvo en su capital, surgen cuatro facultades en Toulouse: Ciencias de Derecho, Humanidades, Ciencias Naturales y Teología Católica. Como ya ocurriere durante el antiguo régimen la facultad más importante es la de Derecho con tres cuartas partes de todos los estudiantes y los profesores de más renombre. 
La situación de la universidad mejora en 1880 bajo la influencia de personalidades como Louis Liard y Ernest Lavisse, que conceden a las universidades mucha más autonomía. Si bien, la política de la centralización dificulta el desarrollo de la universidad hasta los años 1960.
El 12 de noviembre de 1968, entra en vigor la ley para la reorganización de la educación superior. Las antiguas facultades desaparecen y son sustituidas por "Unidades de Enseñanza e Investigación" (Unités d'enseignement et de recherche - UER). La Universidad de Toulouse se dividió en tres nuevas universidades, cada una de ellas especializada en un ámbito del conocimiento: la Universidad Toulouse 1 Capitole, la Universidad Toulouse 2 Le Mirail y la Universidad Toulouse 3 Paul Sabatier. En el año 2007 volvieron a reunirse las tres universidades en una única institución junto con otros centros de enseñanza e investigación, aunque manteniendo un régimen más descentralizado al precedente a su separación en 1968.

## Información académica

### Organización

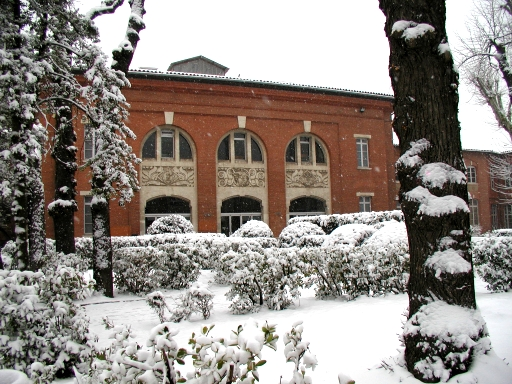
Patio interior de las antiguas facultades de la Universidad I en invierno.

La Universidad de Toulouse I Capitole imparte las enseñanzas en derecho, economía y ciencias políticas. La Universidad de Toulouse-Jean Jaurès se encarga de las filologías y las humanidades. La Universidad Toulouse 3 Paul Sabatier incluye las ciencias naturales, ciencias de la salud e ingenierías.

## Comunidad

### Estudiantes
En 2010, son más de 110.000 los estudiantes de la universidad, lo que la hace la segunda mayor universidad del país.